# イミプラミン
イミプラミン  (imipramine) は、抗うつ薬として用いられる有機化合物の一種。脳内神経末端へのノルアドレナリン、セロトニンの再取り込みを阻害する。塩酸塩は無臭で水に溶けやすい。第1世代の三環系抗うつ薬として知られ、うつ病、うつ状態、夜尿症の治療に用いられる。スイスの精神科医ローランド・クーンが1957年に抗うつ作用を報告した。商品名トフラニールでアルフレッサ ファーマから、イミドールで田辺三菱製薬から販売されている。

## 適応
- うつ病・うつ状態
- 遺尿症

## 研究
2001年に報告された「スタディー329」を再解析したところ、パロキセチンとイミプラミンは思春期うつ病にともに有効ではない上、有害事象リスクを上昇させることが明らかとなった。

## 代謝
イミプラミンは主にCYP2D6による水酸化を受けて不活性体となるが、一部はCYP1A2やCYP2C19による脱メチル化を受け、活性代謝物のデシプラミンとなる。CYP2D6の酵素欠損者では、CYP1A2やCYP2C19による脱メチル化が主となり不活性体の生成が抑制されるため、イミプラミンの作用が増強する。

## 禁忌
- 緑内障のある患者
- 本剤の成分又は三環系抗うつ薬に対して過敏症の既往歴を持つ患者
- 心筋梗塞の回復初期の患者
- 尿閉（前立腺疾患等）のある患者
- モノアミン酸化酵素 (MAO) 阻害剤を投与中あるいは投与中止後2週間以内の患者
- チオリダジンを投与中の患者
- QT延長症候群のある患者

## 副作用
抗コリン作用による以下の副作用が報告されている。
- 口渇、倦怠感、脱力感、集中力低下、眠気、頭痛、めまい、立ちくらみ、便秘、頻脈